# Люнен
Люнен (нім. Lünen) — місто в Німеччині, у землі Північного Рейна — Вестфалії.
Підпорядкований адміністративному округу Арнсберг. Входить до складу району Унна. Населення становить 87 530 осіб (на 31 грудня 2010 року). Займає площу 59,18 км². Офіційний код — 05 9 78 024.
Місто поділяється на 10 міських районів.
| Рік  | Населення |
| ---- | --------- |
| 1995 | 90 737    |
| 2000 | 92 044    |
| 2005 | 90 800    |
| 2010 | 87 783    |